# Mosonszentmiklós
Mosonszentmiklós es un pueblo húngaro perteneciente al distrito de Győr en el condado de Győr-Moson-Sopron, con una población en 2013 de 2379 habitantes.
Se conoce la existencia de la localidad desde 1208 y a lo largo de su historia ha tenido varios topónimos como Szilasszentmiklós, Rábcaszentmiklós y Lébényszentmiklós. El pueblo alberga un conjunto monumental religioso único en el país, formado por una iglesia del siglo XVIII con dos capillas en sus laterales de los siglos XVI y XX, hallándose los tres edificios en una colina en el centro de la localidad que forma una plaza ajardinada con esculturas. El pueblo es el lugar de origen del músico Artúr Nikisch. Entre 1973 y 1989, se fusionó con la vecina ciudad de Lébény para formar la ciudad de Lébénymiklós; actualmente las localidades están separadas y pertenecen a distritos distintos, pero siguen formando una conurbación y comparten servicios como la estación de ferrocarril.
Se ubica junto a la carretera E75, a medio camino entre Győr y Mosonmagyaróvár.